# Fred Forsell
Fred Forsell, född 20 juli 1971 i Hangö i Finland, är en åländsk journalist och författare.
Bland tidigare arbetsplatser finns nöjestidningen XIT (som han var med och grundade år 1995), Ålands Radio, dagstidningen Nya Åland, kvällstidningen Expressen och kvinnomagasinet Amelia (där han fungerade som redaktör och kolumnist 2006–2016).
År 2007 blev Forsell utsedd till Årets journalist på Åland. Motiveringen löd: "En journalist med modet att kombinera självutlämnande nakenhet med svart humor i juveler till krönikor om vår tid."
Forsell har släppt tre krönikesamlingar, Texter att älska till (2006), Vanlig som ett munsår i februari (2011) och Efter tio år på kvinnotidning vet man... (2016). Han har också medverkat i antologier, bland annat i Så bra svenska du talar (2011), om situationen för svenskspråkiga finländare boende i Sverige.
Fred Forsell var en av de drivande krafterna bakom den numera nedlagda åländska humor- och satirgruppen Fazzula, som under en period publicerades i dagstidningen Nya Åland och drev sajten fazzula.com, även den numera nedlagd.
Han ingick i manusteamet under den andra säsongen av Fredag hela veckan (2008), som gjordes av produktionsbolaget Baluba och sändes på TV4.